# Aleuroclava indicus
Aleuroclava indicus es un hemíptero de la familia Aleyrodidae, con una subfamilia: Aleyrodinae. Fue descrita científicamente en 1931 por Singh.